# Millersche Zahl
Die Millersche Zahl bezeichnet die von George A. Miller 1956 beschriebene These, dass ein Mensch gleichzeitig nur 7 ± 2 Informationseinheiten (Chunks) im Kurzzeitgedächtnis präsent halten kann. Die Größe des Kurzzeitgedächtnisses ist genetisch festgelegt und kann auch durch Training nicht gesteigert werden. Der diesbezüglich von Miller verfasste Artikel The Magical Number Seven, Plus or Minus Two: Some Limits on Our Capacity for Processing Information ist einer der meistzitierten Artikel im Bereich der Psychologie.

## Das Sieben-Phänomen
Schon John Locke entdeckte vor über 300 Jahren das sogenannte seven phenomenon, als er das Auffassungsvermögen eines Erwachsenen untersuchte. Er stellte fest, dass Testpersonen, die eine größere Anzahl von Gegenständen einen kurzen Augenblick lang sehen und sich anschließend an diese erinnern müssen, bei bis zu 7 Objekten eine Trefferquote von fast 100 Prozent haben. Bei mehr als 7 Gegenständen kommt es zu einem schlagartigen Abfall der Quote. Der Mensch ist so in der Lage, nach nur einmaligem kurzen Sehen bis zu 7 Chunks kurze Zeit später zu wiederholen, aber nur äußerst selten mehr. Die durchschnittliche Kapazität beträgt 6 bis 7 Chunks. Ein Kurzzeitgedächtnis von 8 Chunks wäre bereits überdurchschnittlich.

## Auswirkungen in der Praxis
Methoden zum Umgang mit komplexen Systemen (vgl. Fredmund Malik, Anforderungsmanagement, Softwareengineering) zielen immer auf das Zerlegen in überschaubare Einheiten ab. Die Grenze der Überschaubarkeit wird häufig bei Erreichen einer Anzahl von 7 Systemelementen erreicht.
Daraus lassen sich verschiedene Effekte und Empfehlungen erklären:
- Hierarchien werden ineffektiv, wenn mehr als 7 Mitarbeiter in einer Ebene einen direkten Vorgesetzten haben.
- Wenn mehr als 7 Ziele gleichzeitig verfolgt werden, geht der Überblick verloren.[5]
- Besprechungen mit mehr als 7 Teilnehmern verlieren an Effizienz.[5]
- Projektgruppen ohne hierarchische Strukturierung verlieren ab 7 Personen stark an Effizienz.
- Eine Gliederungsebene in Dokumenten sollte nicht mehr als 7 Unterüberschriften haben.[5]
- Eine Website sollte maximal 7 Navigationspunkte haben.
- In der Programmierung sollte eine Methode nicht mehr als 7 Parameter haben.[6]
- Bei der objektorientierten Entwicklung sollte eine Klasse nicht mehr Attribute haben, als in das Kurzzeitgedächtnis des Entwicklers passen. Ebenso sollen Klassenhierarchieebenen eingeschränkt werden.[7]
- Bei Scrum, einem Vorgehensmodell der Agilen Softwareentwicklung wurde 7 ± 2 als ideale Größe für ein Team angegeben.[8] Wegen höherer Flexibilität wurde diese allerdings auf 6 ± 3 angepasst.[9]
- Eine Gruppe ist für das einzelne Mitglied nur dann überschaubar, wenn diese außer ihm aus maximal weiteren 7 Personen besteht:[5]
  - Ein Trupp ist die kleinste militärische Gliederungsform und besteht aus maximal 8 Personen.
  - Ein Contubernium, die kleinste organisatorische Einheit in der antiken römischen Armee, bestand aus 8 Mann.

Obwohl die Millersche Zahl nicht ganz unumstritten ist und neuere Studien nahelegen, dass sie heute schon wieder überholt ist, gibt sie eine gute Orientierung und diszipliniert darauf, sich auf das Wesentlichste zu beschränken.

## Kritik
Die Fokussierung auf die Anzahl 7 als Phänomen ist schon durch die ursprünglichen Experimente von Miller zweifelhaft, da in diesen die volle Wiedererkennung bei 7 Zahlen, 6 Buchstaben oder 5 Wörtern lag. Die Anzahl der wiedererkannten Informationen war also abhängig von der Art und vor allem Länge der Chunks. Baddeley schlug später vor, dass das Arbeitsgedächtnis nicht nach der Anzahl begrenzt ist, sondern nach der Zeitspanne. Alle Chunks, die in zwei Sekunden sprechbar sind, können vollständig verarbeitet werden. In der weiteren Forschung von Baddeley konnte gezeigt werden, dass zusammengehörige Chunks leichter gemerkt werden können. So können im Experiment auch Sätze mit 15 Wörtern und mehr jeweils exakt wiedergegeben werden. Auf der anderen Seite zeigt sich, dass eine untere Grenze schon durch Simultanerfassung von 4 bis 5 Chunks belegt ist. Im Artikel „Baddeleys Arbeitsgedächtnismodell“ wird das Modell von Baddeley detaillierter vorgestellt.
Forschungen der University of Missouri, bei denen das Experiment mit Symbolen wiederholt wurde, ergaben, dass der Mensch im Durchschnitt nur 3 bis 4 Informations-Chunks im Arbeitsgedächtnis behalten kann.